# فورد، قلمرو پایتختی استرالیا
فورد (به انگلیسی: Forde) یک حومه شهر در استرالیا است که در قلمرو پایتختی استرالیا واقع شده‌است.